# Tre kronor
För andra betydelser, se Tre kronor (olika betydelser).

Symbolen Tre kronor

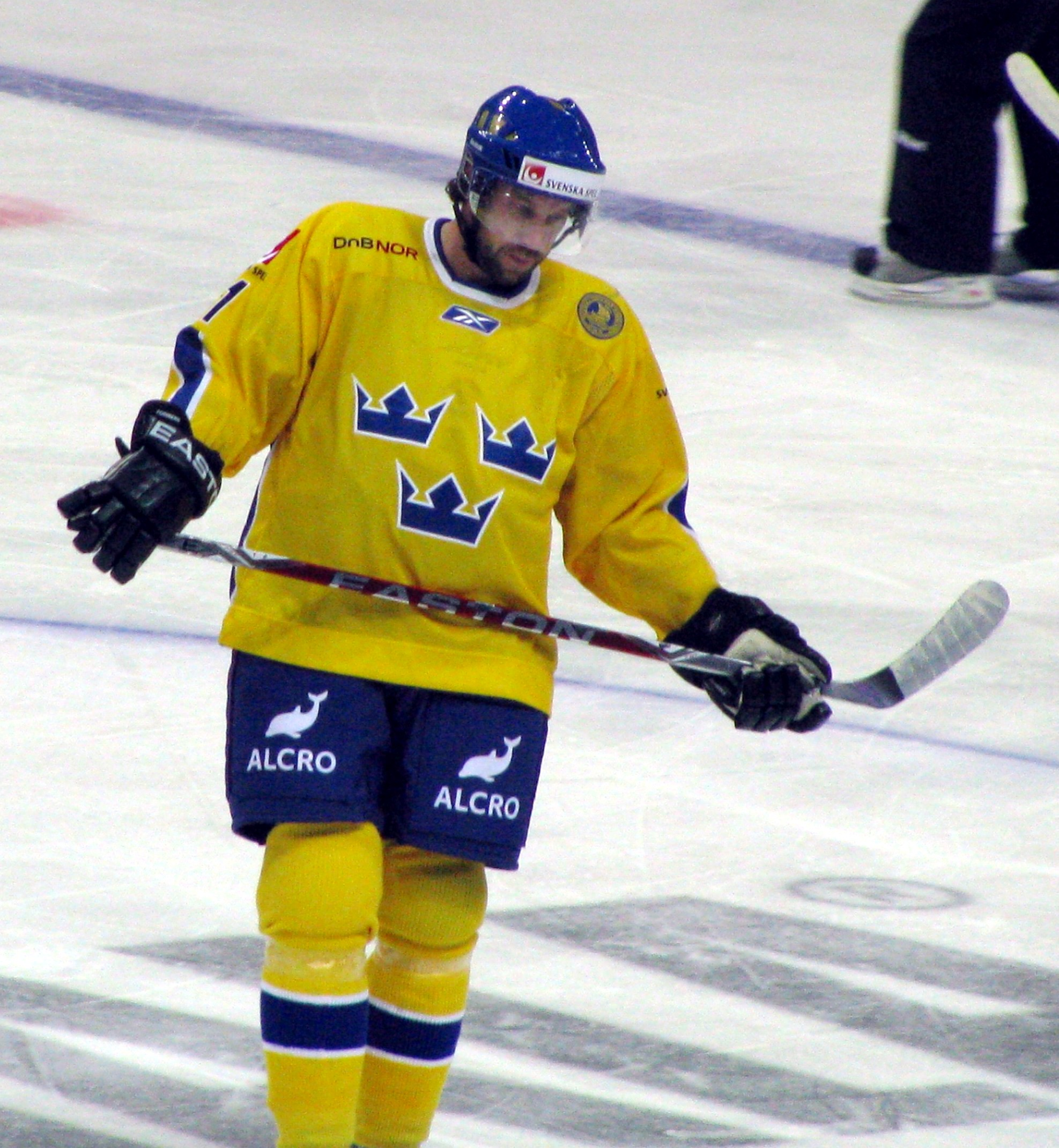
Peter Forsberg i landslagsdräkt. Sveriges herrlandslag i ishockey kallas "Tre Kronor" efter riksvapnet, som används på matchdräkten – även förekommande i inverterade färger.

Tre kronor är Sveriges heraldiska nationalsymbol som återfinns bland annat i riksvapnet och består av tre öppna kronor av guld, ställda två över en, på blå bakgrund. Det är historiskt yngre som statssymbol i Sverige än Bjälboättens lejon. Dessförinnan förekom även andra kungavapen.

## Historia och betydelse

Sveriges lilla riksvapen innehåller tre kronor

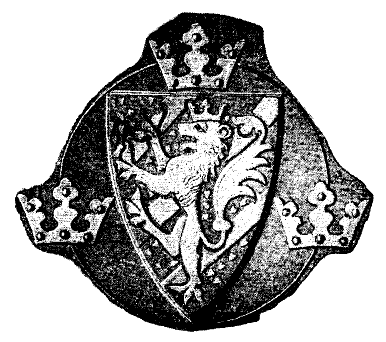
Baksidan på kung Magnus Ladulås sigillstamp visar tre kronor kring kungens vapen. Magnus Ladulås var en yngre son till Birger jarl.

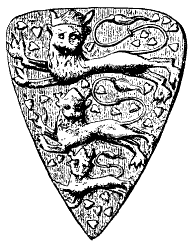
Kung Valdemar Birgersson, äldre bror och företrädare till Magnus Ladulås, använde ett äldre vapen som kungavapen. Det liknade i sin tur den äldre kungaätten Erikska ättens vapen.

### Ursprung
Redan på Gustav Vasas tid aktualiserades frågan om de tre kronornas ursprung. Olaus Magnus angav redan 1539  i en förstudie till sin Historia om de nordiska folken att de tre kronorna i riksvapnet var en symbol för Sveariket, medan folkungalejonet var en symbol för Göta rike. Då verket trycktes 1555 formulerade han de tre kronornas bakgrund som att numera föra de svenska landsfurstarna tre gyllene kronor i himmelsblått fält, en symbol för deras väldes omätliga utsträckning, deras ärofulla bedrifter och outtömliga rikedom på malm. Joen Petri Klint tolkade några decennier senare de tre kronorna som symboler för Sveriges viktigaste naturrikedomar: berg, skogar och vatten. Johannes Schefferus lade i sitt arbete om Sveriges gamla och sanna vapen fram tanken att de tre kronorna skulle härstamma från Tor, Oden och Frej. De tre avgudabilderna i Uppsala tempel skulle ha prytts med varsin krona och det var dessa som skulle återfinnas i riksvapnet. Denna åsikt kom sedan att prägla den göticistiska historieskrivningen under 1600- och 1700-talen. Johan Peringskiöld påträffade 1709 ett fragment av en vikingatida bronsnyckel, som han raskt daterade till tiden för Kristi födelse och tolkade som en vapenbild med tre kronor och en bild av Tors märke eller Odins åttkantiga sal.
Carl Hildebrandsson Uggla modifierade i sin avhandling om trekronorsvapnet 1760 formuleringarna något och bytte hednagudarna mot "Upsala konung". Tanken att trekronorsvapnet var en symbol för Sveariket kom dock att hålla sig kvar, och kom att ifrågasättas först under slutet av 1800-talet av Bror Emil Hildebrand och i än högre grad av hans son Hans Hildebrand. Hans Hildebrand framförde 1884 åsikten att tre kronorsvapnet införts som svensk symbol av Albrekt av Mecklenburg.
Genom fransk forskning från 1980-talet har man funnit säkra belägg för att tre kronor användes som vapen och symbol för Sverige åtminstone från någon gång på 1330-talet, av kung Magnus Eriksson. Trekronorsvapnet ingår i en målad fris med vapen i påvepalatset i Avignon. Frisen innehåller vapen från ett antal kardinaler och riken, som deltog i planeringen av ett korståg i påvens dåvarande residensstad Avignon. Trekronorsvapnet visar att Sverige var representerat där och mötet kan dateras till år 1336.
Tre kronor har dock använts ännu tidigare, som symbol för andra. Redan på 1200-talet upptogs tre kronor i staden Kölns vapen, som symbol för de tre vise männen, även kallade heliga tre konungar, vars ben man då ansåg ha hemfört som reliker från Milano till Köln av Fredrik Barbarossa 1164. Sankt Edmund använde 1299 tre gyllene kronor på blå botten i sitt baner. East Anglia skall ha använt de tre kronorna i sitt vapen då Colchesters skyddshelgon Sankta Helena påstods ha påträffat de tre vise männens kvarlevor i Bysans och fört dem till Milano.
Tre kronor blev även i den medeltida sägentraditionen kung Arturs vapen, från början av 1300-talet som fana och redan vid mitten av 1300-talet finns exempel på att kung Arthur avbildats bärande en sköld med tre gyllene kronor på blå botten. 1296 var tre kronor sköldemärke för Krakówbiskopen Jan Muskatas sigill och strax därefter blev det även stiftet Krakóws vapen. Under 1400-talet var det även vapen för domkapitlet i Vilnius.
Vapnet har tidigare ansetts för första gången ha använts som stadigvarande svensk rikssymbol på en egen vapensköld på Albrekt av Mecklenburgs sigill från år 1364. Men detta att kronorna först då användes i ett vapen, har nu motbevisats och gör bakgrundshistorien mer tveksam. Redan innan, på 1350-talet, användes tre kronor ställda i ring på svenska mynt, vilket inte var ett vapen men trots allt en form av symbol för rikets kungamakt. Tre kronor hade förekommit på vissa av borgarkrigsmynten i Danmark redan på 1290-talet.

### Kung Magnus Ladulås och kung Valdemars tre krönta leoparder
Symbolen tre kronor i Sverige kan dock härröra från det sigill, som användes av Magnus Erikssons farfar Magnus Ladulås under andra hälften av 1200-talet. I detta sigills så kallade kontrasigill (sigillstampens baksida) omges nämligen kungens vapen, Folkungalejonet, av tre kronor i en ring liksom på mynten under 1350-talet. Men detta är strängt taget inte ett vapen utan kan anses som en timbrering (ett heraldiskt attribut eller prydnad) kring ett av de äldsta förekomsterna av Folkungavapnet.
Kung Magnus äldre bror Valdemar förde som kung ett vapen med tre stolpvis ställda krönta leoparder. När han 1275 förlorade kronan till sin yngre bror avlägsnade han också kronorna från sina leoparder. Agerandet tyder på att kronorna ansågs vara en del av kungavärdigheten. Valdemar förde sin mors vapen från Erikska ätten, medan Magnus förde sin fars vapen för Bjälboätten. Som kung låter han kröna sitt enda lejon och de tre kronorna runt skölden skulle kunna tolkas som att han plockar upp de kronor som Valdemar lagt åt sidan (en heraldisk förkortning). De skulle också kunna symbolisera olika delar av Sverige eller Svealand.

### Magnus Erikssons tre riken
Kung Magnus Eriksson hade på 1330-talet tillträtt den svenska regeringen efter en lång omyndighetstid, eftersom hans far Erik Magnusson hade dött vid Nyköpings gästabud och hans farbror kung Birger Magnusson hade fördrivits från landet efter dessa mord. Redan som barn blev Magnus Eriksson kung av Norge då han genom sin mor Ingeborg var den enda arvingen till Norges krona. På 1330-talet lyckades han också förvärva Skåne från Danmark genom att inlösa en pant för 34 000 mark silver. Han börjar kalla sig "kung av Sverige, Norge och Skåne" i sina brev och handlingar.
Detta kan ha gett upphov till symbolen tre kronor, eftersom de tre kronorna kan vara symboler för de tre rikena. Det gjorde det inte sämre att tretalet ansågs både kyrkligt och allmänt som ett heligt och tilltalande tal och gärna användes och fortfarande används inom heraldiken. Det kan å andra sidan tala för att tretalet i detta fall inte behöver ha någon särskild betydelse och att de tre kronorna inte behöver symbolisera tre riken.
Vapnets utseende kan ha bidragit till att det accepterades som ett tecken för kungariket Sverige, det vill säga ansågs som ett riksvapen. De tre kronorna var ett entydigt och lättfattligt vapen, lätt att minnas och avbilda. Dels gav det också under medeltiden positiva associationer till "heliga tre konungar", vilkas reliker i Köln hade blivit en viktig vallfartsort för fromma nordbor. Tre kronor ingår än idag i Kölns stadsvapen.
Vapenskölden (blå med tre gula kronor) användes 1336 vid det internationella mötet angående ett nytt korståg i Bayonne. Magnus lät också slå mynt med tre kronor i en ring.

### Albrekt av Mecklenburg

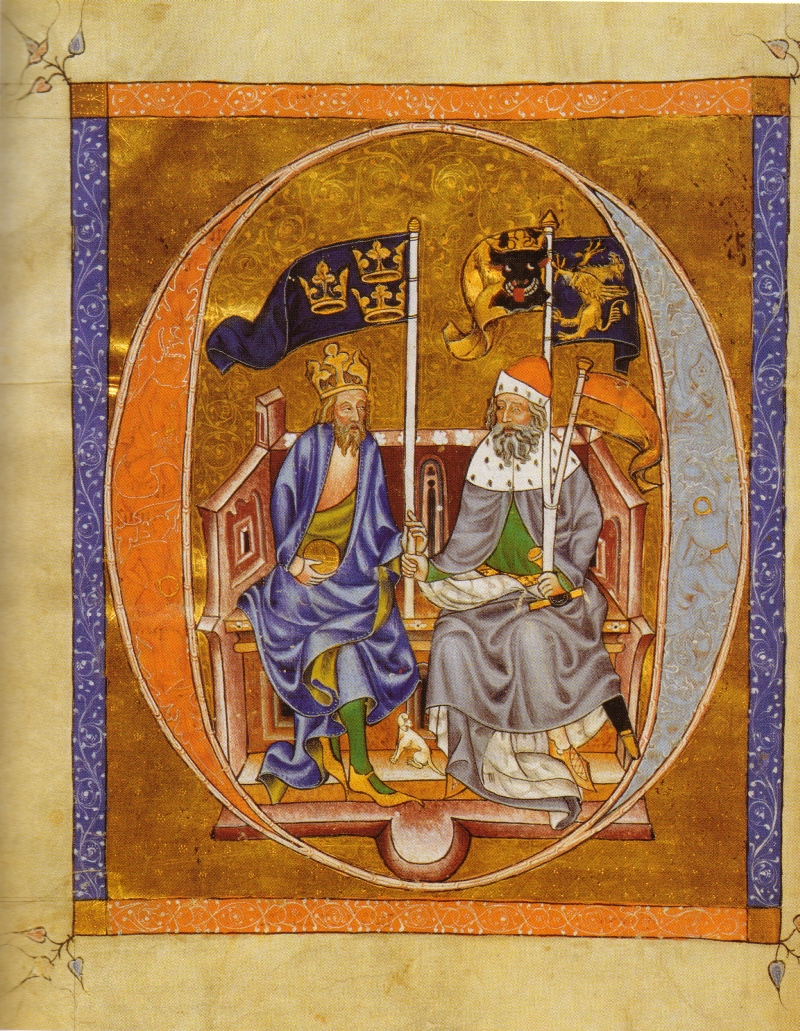
Albrekt av Mecklenburg (vänster), med sin far (höger). Albrekt är den förste svenske regent som avbildats med de tre kronorna.

Albrekt av Mecklenburg är den förste kung som avbildats med de tre kronorna, och på det sättet gjort vapnet till rikets främsta symbol. Samtidigt återanvändes det äldre krönta lejonvapnet Folkungalejonet, som förts av Magnus Ladulås, Birger Magnusson, Magnus Eriksson och Erik Magnusson, efter några år också av Karl Knutsson. På så vis skapades Sveriges unika uppsättning av två parallella riksvapen. De färger Albrekt valde till sitt nya vapen framgår inte av sigillet. Hans drottning Rikardis av Schwerin hade tre kronor i sitt sigill.
I en rimkrönika, som Ernst von Kirschberg påbörjade 1378 (på bild här bredvid), kan man se att kronorna var i guld ställda i ett blått fält. Med god vilja kan man också intolka att kronan pryds med röda smaragder, vilket skulle innebära att trekronorsvapnets färger stämmer överens med de mecklenburgska färgerna i deras flagga (rött, blått och gult), men som inte så väl stämmer överens med deras gamla vapen ett svart tjurhuvud på guldbotten. I den nämnda vapensviten i påvepalatset i Avignon syns dock vapnets färger för första gången.
Enligt Ny svensk vapenbok av Clara Nevéus var det inte konstigt att usurpatorn Albrekt av Mecklenburg upptog nyskapelsen med tre kronor i sitt eget sigill som kung, eftersom han hade tagit makten från en annan av kyrkan erkänd kung från en släkt som använde det äldre Folkungalejonet som vapen. Även om Albrekt av Mecklenburg var släkt med det svenska kungahuset genom Magnus Erikssons syster Eufemia Eriksdotter, var han en nykomling i Sverige och hade inget större blodsband med svenska kungaätter annat än genom giftermål. Han kunde alltså inte av dynastiska skäl använda Folkungavapnet, som dessutom var motståndarens symbol, en motståndare som han med adelns stöd hade tagit makten ifrån. Adeln hade gjort uppror mot Magnus Eriksson, det andra upproret mot samme kung (se Upproret mot Magnus Eriksson), eftersom de var missnöjda med att Magnus Eriksson när han blev myndig begränsade och tog makt ifrån adelsmän och dessutom hade dömt adelsmän till landsförvisning.
Albrekt ansåg sig inte heller kunna använda sig av sitt eget vapen, det krönta tjurhuvudet, i Sverige bland annat eftersom det redan fungerade som symbol för Mecklenburg, där hans far Albrekt den store var hertig. Av dessa skäl kan Albrekt av Mecklenburg anses som den förste kung som använde tre kronor som riksvapen (bevisligen inget dynastiskt vapen) på en vapensköld i sitt sigill och inte som personligt vapen, såvida den tidigare användningen i Avignon inte kan jämställas med användningen som riksvapen.

### Kalmarunionen

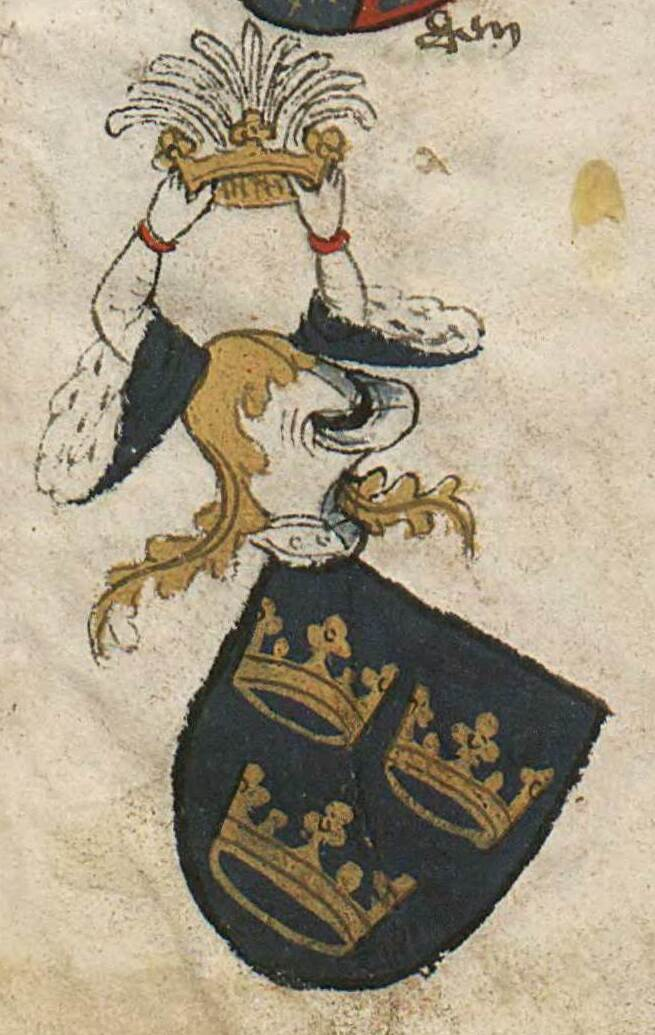
Sveriges vapensköld i Bergshammarvapenboken från mitten av 1400-talet.

Efter Albrekt av Mecklenburg använde drottning Margareta och alla unionsmonarker trekronorsvapnet i sina kungliga riksvapen, då även som en symbol för de tre rikena i unionen.
Under engelbrektsupproret mot Erik av Pommern antog det svenska rådet 1436 ett nytt rikssigill som visar Erik den helige, hållande en sköld med tre kronor. Redan 1439 talas om Sveriges tre kronor. Kung Karl Knutsson (Bonde)s vapen var en fyrdelad sköld med en hjärtsköld; i hjärtskölden Bondeättens vapen (en båt), i den stora sköldens första och fjärde fält tre kronor och i andra och tredje fältet Bjälbovapnet. Under den korta tid som han var kung i Norge ersattes Bjälbovapnet med det norska yxbärande lejonet.
De danska kungarna behöll tre kronor-vapnet även efter att Sverige slutgiltigt lämnat unionen under Gustav Vasa. Det blev en av många tvistefrågor som ledde till det nordiska sjuårskriget under 1560-talet. Tre kronor ingick fram till 2025 i Danmarks riksvapen och sågs som en historisk symbol för Kalmarunionen under medeltiden.

### 1982 års lag om rikets vapen

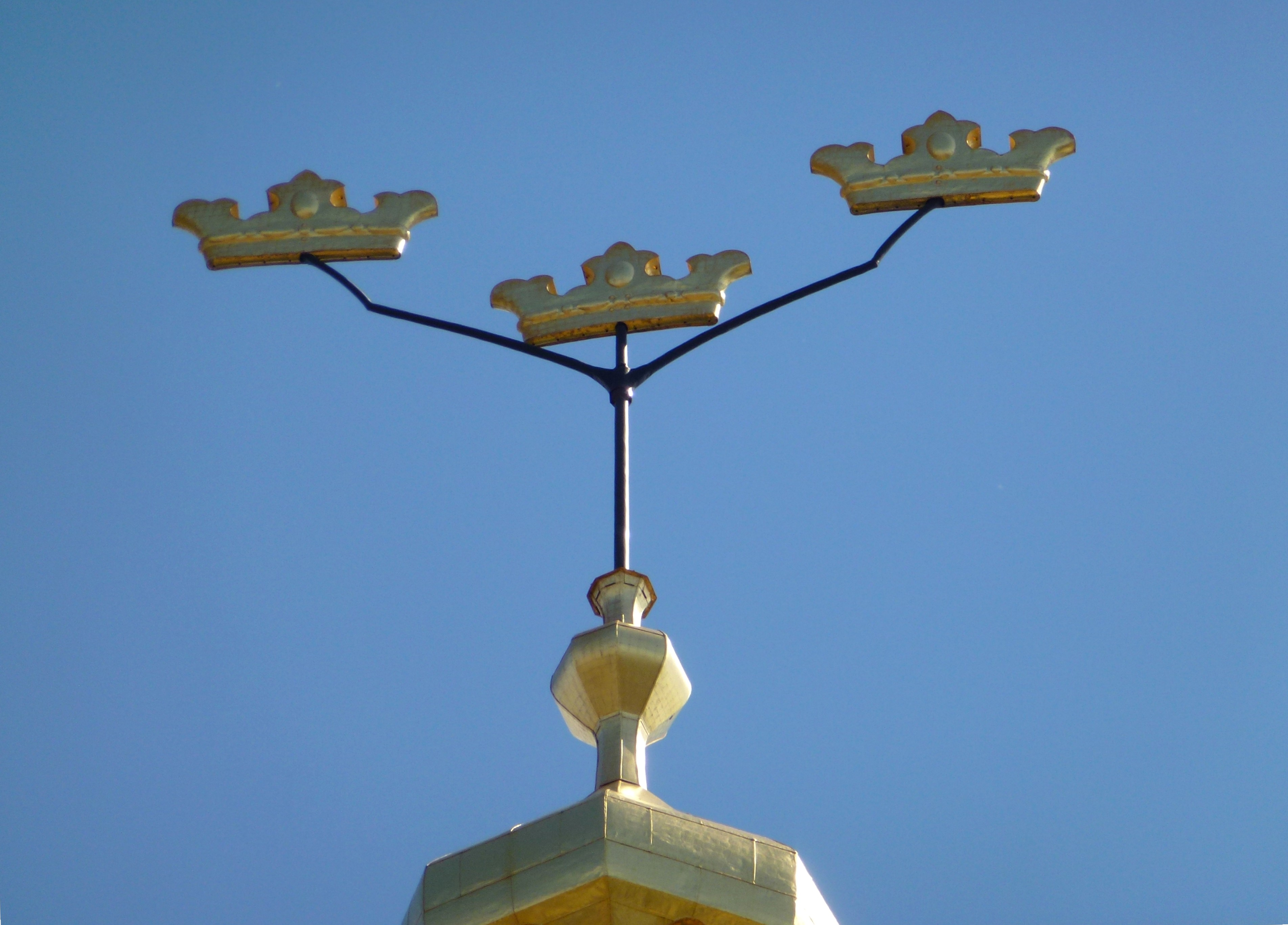
Tre kronor på Stockholms stadshus.

Även i det stora riksvapnet finns tre kronor

Ofta förekommer en variant på symbolen där kronorna är grå eller svarta då detta ibland är lättare att avbilda

En nyhet i 1982 års lag om Sveriges statsvapen var att tre kronor utan sköld etc. också anses som ett uttryck för rikets vapen, vilket gör att denna symbol är lagskyddad i Sverige och inte utan tillstånd får användas som symbol av andra, till exempel av företag (åtminstone inom Sveriges gränser, möjligtvis även enligt internationell rättstolkning).
Symbolen kan även ses på Stockholms stadshus, invigt 1923.
Symbolen kan på detta vis sedan 1938, med några undantag kring 1980, ses på spelartröjorna på de svenska i ishockeylandslagen på såväl herr- som på damsidan. Även de svenska landslagsfriidrottarna bär symbolen på sina tävlingsdräkter.

## I populärkultur
Tre kronor förekommer i spelserien Civilization som en symbol för den svenska civilisationen.